# Episodi de Il mio amico Ultraman (terza stagione)
| n° | Titolo originale                       | Titolo italiano                | Prima TV USA - Canada | Prima TV Italia |
| -- | -------------------------------------- | ------------------------------ | --------------------- | --------------- |
| 1  | Ground control                         | AUTOpunizione                  | 01.10.1990            |                 |
| 2  | Trading places                         | Scambio di personalità         | 08.10.1990            |                 |
| 3  | Drop out                               | Abbandono                      | 15.10.1990            |                 |
| 4  | Sour grapes                            | Vino di annata                 | 22.10.1990            |                 |
| 5  | First love                             | Il primo amore                 | 29.10.1990            |                 |
| 6  | Novel idea                             | Giallo al Tropicabana          | 05,11,1990            |                 |
| 7  | David's dream                          | Il sogno di David              | 12.11.1990            |                 |
| 8  | Brump in time                          | Viaggio nel tempo              | 19.11.1990            |                 |
| 9  | Calendary boy                          | Nudo e crudo                   | 26.11.1990            |                 |
| 10 | Moving out                             | Pulci, poker e pappagalli      | 01.12.1990            |                 |
| 11 | Teen hot line                          | Telefono amico                 | 14.01.1991            |                 |
| 12 | Trial by peers                         | L'amico avvocato               | 21.01.1991            |                 |
| 13 | A life in the day of dr. j             | Un giorno nella vita           | 28.01.1991            |                 |
| 14 | My other secret identity               | Il segreto                     | 04.02.1991            |                 |
| 15 | Pirate radio                           | Radio Pirata                   | 11.02.1991            |                 |
| 16 | From the trenches                      | In diretta dal fronte          | 18.02.1991            |                 |
| 17 | The invisible dr. j                    | Esame di chimica               | 25.02.1991            |                 |
| 18 | Three men and a skull                  | Il teschio                     | 04.03.1991            |                 |
| 19 | The great indoors                      | Una valanga di guai            | 11.03.1991            |                 |
| 20 | Dr. J's brain machine                  | La macchina della memoria      | 22.04.1991            |                 |
| 21 | Slave for a day                        | Schiavo per un giorno          | 29.04.1991            |                 |
| 22 | Big business                           | Difficile convivenza           | 06.05.1991            |                 |
| 23 | My old flame                           | Ritorno di fiamma              | 13.05.1991            |                 |
| 24 | A bank, a holdup, a rebber, and a hero | Una banca, un gorilla, un eroe | 20.05.1991            |                 |